# Nordra Stoløy
Nordra Stoløy est une île norvégienne du comté de Hordaland appartenant administrativement à Bømlo.

## Description
Rocheuse et désertique, elle s'étend sur environ 485 m de longueur pour une largeur approximative de 481 m. 